# Kasztrálás
A kasztrálás (castratio / orchiectomia) olyan laikus beavatkozás/sebészeti műtét, amelynek során az egyik vagy mindkét férfi gonádot, herét eltávolítják a herezacskóból (scrotum).

## Okai, története
A herék eltávolítására többnyire olyan betegségek miatt (gümőkór, daganatok) kerül sor, amelyek már gyógyíthatatlan stádiumba jutottak, vagy olyan sérülések miatt, amelyek a herét összezúzták vagy annak súlyos fertőzéséhez/üszkösödéséhez vezethetnek. A herék betegsége nélkül is végeztek hajdanán (és talán illegálisan ma is) kasztrálást; gyermekkorban azért, hogy az énekhang gyermekies jellegét megtartsák (olaszoknál), vagy a muszlimoknál olyan egyéneken, akikre a hárem őrzését bízták (eunuch, spado, castrato), de ez orvosilag indokolatlan, és alapvetően ellenkezik a mai orvosi etikával. A transznemű nők nemi átmenete során az ösztrogén terápia elindításakor a tesztoszteront termelő mirigyek eltávolítását követően elhagyható a májat terhelő antiandrogén gyógyszerek adagolása. (Igény esetén a későbbi nemi megerősítő hüvelyképző / vaginoplasty műtéthez meghagyható a herezacskó bőre.)

## Következményei
Felnőttek esetében az orgazmuskészség megmarad, csupán herék hiányában az ondó áttetsző színe a Cowper-mirigyek és a prosztata váladékának átlátszó színére változik, illetve a sűrűsége csökken és a szaga is enyhül.
Amennyiben a beavatkozást a pubertást megelőzően gyermekkorban végzik el, mindazon változások, amik a kamaszkor idején ki szoktak fejlődni (például a gége növekedése és a férfias hangtónus kialakulása), és a férfiasság jellegét képezik, elmaradnak. A nemi ösztön kialszik vagy csak nyomaiban marad meg, és ezzel együtt a nemzési, valamint sokszor a közösülési képesség is elvész. A gyermekes hang nem változik át érces, mélyebb férfihangra, a szakáll kifejletlen marad. (Állatorvosi vonatkozásai eltérőek.)

## Jelenlegi helyzet
A humán orvoslásban a szükséges hivatalos szakvélemények alapján fogadható el a hím ivarmirigyek (gonádok) csonkolásnak minősülő részleges vagy teljes eltávolítása. Az alacsony vérnyomás, a csontritkulás és a korai öregedés megelőzése érdekében a megfelelő hormonpótlás mindenképpen elengedhetetlen. Az eltávolított heréket pótló plasztikai implantátumokra is szükség lehet pszichológiai okokból.